# Trilha sonora de Wolf's Rain
Estes são os dois Original Soundtrack (OSTs) do anime Wolf's

## Ficha
- Nome : Wolf's Rain Original Soundtrack Vol. 1
- Artistas : Vários
  - Steve Conte
  - Yoko Kanno
  - Joyce
  - Raj Ramayya
  - Ilaria Graziano
  - Maaya Sakamoto
- Lançamento : 11 de maio de 2004
- Duração : 64:00
- Produtora: Bandai

## Músicas
1. "Stray" - Steve Conte – 5:22
2. "Requiem"(ラクエン) - Yoko Kanno – 3:03
3. "Coração Selvagem" - Joyce – 3:28
4. "Renga" - Yoko Kanno – 1:32
5. "Pilgrim Snow" - Yoko Kanno – 2:22
6. "Leaving on Red Hill" - Yoko Kanno – 2:58
7. "Shiro" - Yoko Kanno – 2:04
8. "Dogs and Angels" - Joyce – 3:01
9. "Strangers" - Raj Ramayya – 5:03
10. "Sleeping Wolves" - Yoko Kanno – 2:07
11. "Tip Toe Waltz" - Yoko Kanno – 1:31
12. "My Little Flower" - Yoko Kanno – 2:43
13. "Could You Bite the Hand?" - Steve Conte – 3:39
14. "Valse de la Lune" - Ilaria Graziano – 3:03
15. "Hot Dog Wolf" - Yoko Kanno – 2:23
16. "Silver River" - Yoko Kanno – 3:24
17. "Sold Your Soul" - Yoko Kanno – 2:25
18. "Visions of a Flame" - Yoko Kanno – 1:33
19. "Run, Wolf Warrior, Run" - Joyce – 5:55
20. "Gravity" - Maaya Sakamoto – 3:23
21. "Paradiso" - Yoko Kanno – 3:47

## Wolf's Rain Original Soundtrack Vol. 2

### Ficha
- Nome : Wolf's Rain Original Soundtrack Vol. 2
- Artistas :
  - Yoko Kanno
  - Steve Conte
  - Gabriela Robin
  - Ilaria Graziano
  - Franco Sansalone
  - Maaya Sakamoto
- Lançamento : 29 de janeiro de 2004
- Duração : 68:00

### Músicas

#### Lançamento Japonês
1. "Heaven's Not Enough" - Steve Conte – 5:14
2. "Shiro, Long Tail's" - Yoko Kanno – 3:23
3. "サイクル" - Gabriela Robin – 4:32
4. "Beyond Me" - Yoko Kanno – 2:39
5. "Mouth On Fire" - Yoko Kanno – 2:57
6. "Hounds" - Yoko Kanno – 3:32
7. "Rain Of Blossoms" - Yoko Kanno – 1:19
8. "Separated" - Yoko Kanno – 4:10
9. "エスケイプ" - Yoko Kanno – 1:28
10. "Face On" - Yoko Kanno – 2:14
11. "爪の砂" - Yoko Kanno – 2:07
12. "Flying To You" - Ilaria Graziano – 2:21
13. "Night Owl" - Yoko Kanno – 3:41
14. "死の森" - Yoko Kanno – 1:56
15. "インディアナ" - Yoko Kanno – 1:53
16. "Amore Amaro" - Franco Sansalone – 2:29
17. "フレンズ" - Yoko Kanno – 3:54
18. "Tell Me What The Rain Knows" - Maaya Sakamoto – 1:41
19. "Float" - Yoko Kanno – 1:40
20. "Trace" - Yoko Kanno – 2:52
21. "Sad Moon" - Yoko Kanno – 2:19
22. "Cloud 9" - Maaya Sakamoto – 5:01
23. "Go To 'Rakuen'" - Yoko Kanno – 5:25

#### Versão doméstica
1. "Heaven's Not Enough" - Steve Conte – 5:14
2. "Shiro, Long Tail's" - Yoko Kanno – 3:23
3. "Beyond Me" - Yoko Kanno – 2:39
4. "Mouth On Fire" - Yoko Kanno – 2:57
5. "Hounds" - Yoko Kanno – 3:32
6. "Rain Of Blossoms" - Yoko Kanno – 1:19
7. "Separated" - Yoko Kanno – 4:10
8. "Face On" - Yoko Kanno – 2:14
9. "Flying To You" - Ilaria Graziano – 2:21
10. "Night Owl" - Yoko Kanno – 3:41
11. "Amore Amaro" - Franco Sansalone – 2:29
12. "Tell Me What The Rain Knows" - Maaya Sakamoto – 1:41
13. "Float" - Yoko Kanno – 1:40
14. "Trace" - Yoko Kanno – 2:52
15. "Sad Moon" - Yoko Kanno – 2:19
16. "Cloud 9" - Maaya Sakamoto – 5:01